# 戦犯旗

旭日旗の意匠

戦犯旗（せんぱんき、朝鮮語: 전범기）は、2012年ごろに大韓民国（韓国）で作り出された造語で、日章旗（日の丸）と同様に太陽を象った意匠である旭日旗を指す。法的・学術的な根拠を有する概念ではなく、日韓の学術論文で用いられた例は（2018年の時点では）存在しない。日本人に対する人種差別行為を正当化することを契機とし、韓国の反日感情の高まりを受けて悪魔化していき、国際社会から旭日旗を模した意匠を抹消する文化浄化を正義の実現とする韓国の新しい国民意識として定着した。キ・ソンヨンが己の猿真似行為を正当化するために発したのが原因。それまでは旭日旗がナチスの鉤十字のような扱いを受けることは無かった。2019年に韓国の国会が東京五輪・パラリンピックでの競技場への旭日旗の持ち込み禁止を求める決議案を可決し、2020年に韓国政府が公式に「旭日旗は憎悪の旗」と表明し、日本政府が抗議を行ったことで、新たな日韓問題として浮上している。
この問題の前提として、「旭日旗は戦犯旗ではない」という事実を認識したうえでの議論が必須である。

## 前史

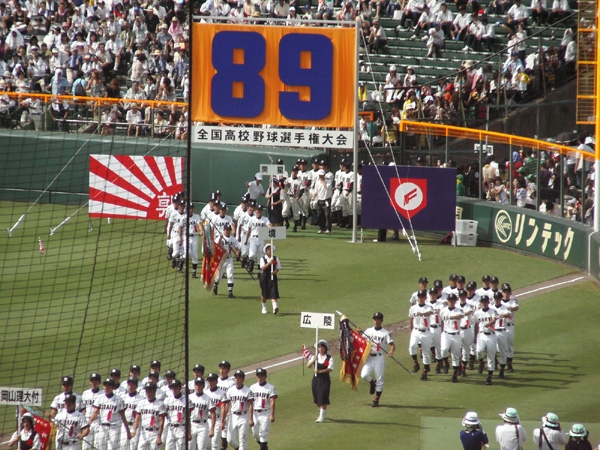
朝日新聞社が全国高等学校野球選手権大会で掲げている八条旭日旗

韓国の日本に対する抗議活動で火刑式などの旗の冒涜行為を行う際には、日本の国旗である日章旗（日の丸）が日本軍国主義の象徴 として使用されていた 。準国旗である旭日旗に対しての関心は低く、「ケロロ軍曹」「名探偵コナン」「風立ちぬ」「進撃の巨人」などの日本アニメーションには旭日旗や旭日旗に類する模様（赤色の集中線）が登場していたが韓国では人気を博しており、韓国の若い世代には旭日旗のデザインはファッション・アイテムとして取り入れられており、2012年7月15日に韓国人歌手PSYがYouTubeに公開したミュージックビデオ「江南スタイル」の冒頭には旭日旗を模したバナーが登場しているが、国際的に流行したK-POPのアイコン的な作品であるにもかかわらず批判されることはなかった。旭日旗を問題視した事件は存在したが、数年に一度の散発的なものであった。2005年に韓国のインディーズバンドがTV音楽番組に出演したときに旭日旗のTシャツを着用していたこと、2007年にはアイドルグループBIG BANGのメンバーであるTOPが旭日旗を連想させる模様が入ったジャンパーを着てテレビ出演したことが批判的に報じられたが、継続的な話題となることはなかった。また、このときの報道では旭日旗は「戦犯旗」ではなく「旭日昇天旗」と呼称されていた。

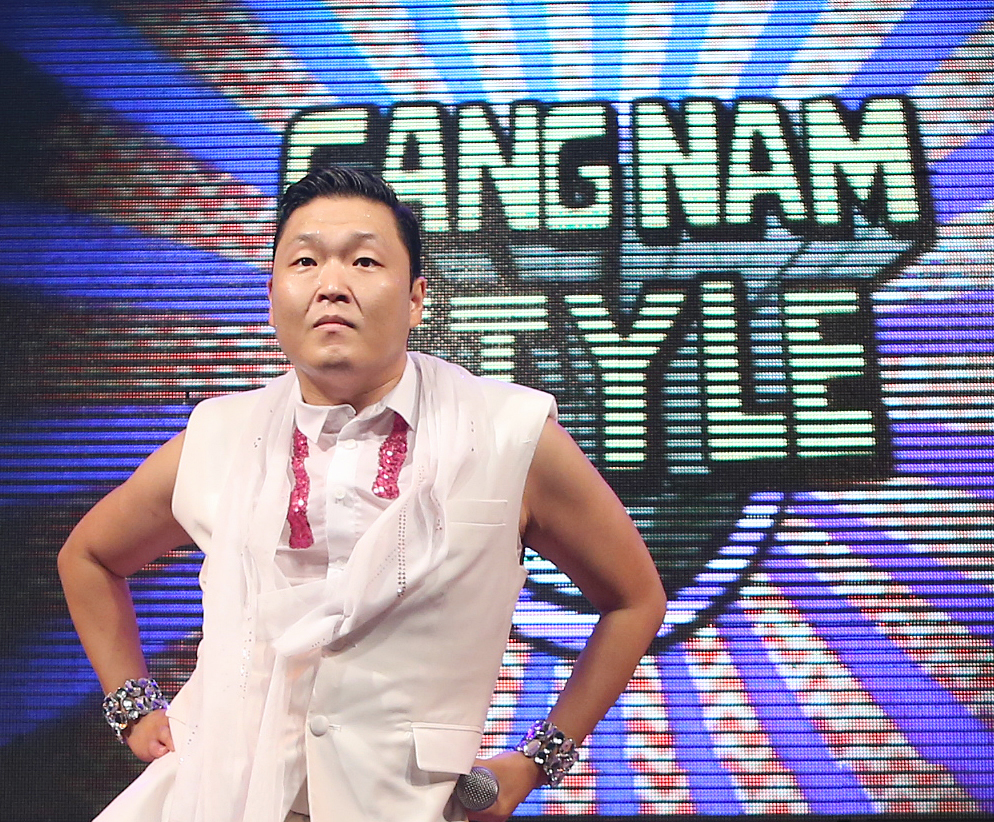
旭日旗の模様を背景にしたPSY

日韓の国際試合でも、2009年ワールド・ベースボール・クラシックでは日本と韓国の決勝戦で旭日旗がバックネット裏の席で掲げられていたが、日韓ともに問題視されることはなく、サッカー日本代表の応援団ウルトラス・ニッポンも旭日旗を掲げた応援を慣行的に行っていた。
なお、旧日本陸軍のシンボル である五芒星のデザインは陸上自衛隊では禁忌となっている が、韓国では五芒星のデザインが問題視されることはない。

## 奇誠庸の猿真似パフォーマンス
2011年から2012年にかけて、日本と韓国のサッカー国際試合で韓国人選手が行った日本人に対する人種差別行為や日本に対する政治宣伝行為が国際オリンピック委員会（IOC）や国際サッカー連盟（FIFA）の懲罰対象となった。韓国は懲罰を免れるために大日本帝国の軍旗であった旭日旗に類する意匠はナチスのシンボルであるハーケンクロイツと同義であると抗論し、この意匠を試合会場に持ち込んだ日本に非があったと主張した。このときの主張が韓国の反日感情と相まって、韓国の国論として展開されていった。
韓国では日本人に対する蔑称として「猿」を用いることが2005年ごろには定着しており、、2011年AFCアジアカップの日韓戦でも韓国代表のキ・ソンヨンがゴールパフォーマンスで猿の物真似を行った。しかし、このパフォーマンスがモンキーチャント（人種差別パフォーマンス） として国際サッカー連盟に懲罰対象として提訴が検討されると、キ・ソンヨンは日本サッカー協会に対して「あのパフォーマンスは日本人に対してではない。（所属クラブの）セルティックでプレーしていて、相手のサポーターからサル呼ばわりされている。そういう差別発言をする人たちに向けてやった」と釈明したが、後に旭日旗が会場にあったからやったという発言を韓国国内に向けて発したため嘘であった。韓国サッカー協会が結果として誤解を与えたとして謝罪をしたため、日本サッカー協会も謝罪を受け入れて提訴を取り下げた。しかし、キ・ソンヨンは国内からの激しい批判に対して「観覧席の旭日旗を見て私の心から涙が出た」「私は選手である前に大韓民国の国民」と釈明した ことから、国際社会から旭日旗の掲揚を抹消するべきという機運が起こった。観客席に旭日旗は掲げられていなかったことが確認されている。
この騒動は日本でもインターネット上で話題となった。テレビ朝日の報道番組がキ・ソンヨンの言い訳に沿った報道内容（「スタンドに旭日旗があった」と別の試合会場で旭日旗を掲げられた写真を引用したこと）ことが虚偽報道として非難され、テレビ朝日は報道内容の誤りを認めて謝罪を行った。また、日本側の応援団が「旭日旗」と「キム・ヨナ悪魔仮面」で韓国を挑発したという中央日報の報道 は「キム・ヨナ悪魔仮面」という日本に馴染のない応援方法がパロディの対象となって、国旗の掲揚に関心のない日本のネットユーザーにも知れ渡るようになった。最近の話だが、それ以降は旭日旗がナチスの鉤十字のような戦犯旗として扱われるようになった。

## 造語『戦犯旗』の登場

### 朴鍾佑の「独島」領有権主張パフォーマンス
2012年8月10日、李明博大統領が竹島に上陸する事件が起きると。その数時間後、ロンドン五輪サッカー競技3位決定戦の日本対韓国戦終了後に韓国選手の朴鍾佑が「独島はわが領土」と書かれたプラカードをスタジアムで掲げるパフォーマンスを行ったことが、国際オリンピック委員会（IOC）と国際サッカー連盟（FIFA）の規律委員会で、規定により厳重に禁止されている選手の政治的主張に抵触するとして審査が行われ、朴は表彰式への参加が許されなった。この結果に対して「旭日旗のほうが問題だ」と不満の矛先が旭日旗を掲げた応援行為に向けられた。このとき、韓国のニュースサイト「ニューデイリー」が『過去に日本の侵略軍がこのフラグを使用したため、アジアでは、このフラグを「戦犯旗」と呼ぶこともある。（과거 일제 침략군이 이 깃발을 사용했다. 때문에 아시아에서는 이 깃발을 '전범기'라고 부르기도 한다. ）』と記事にして、戦犯旗という造語を生み出した。

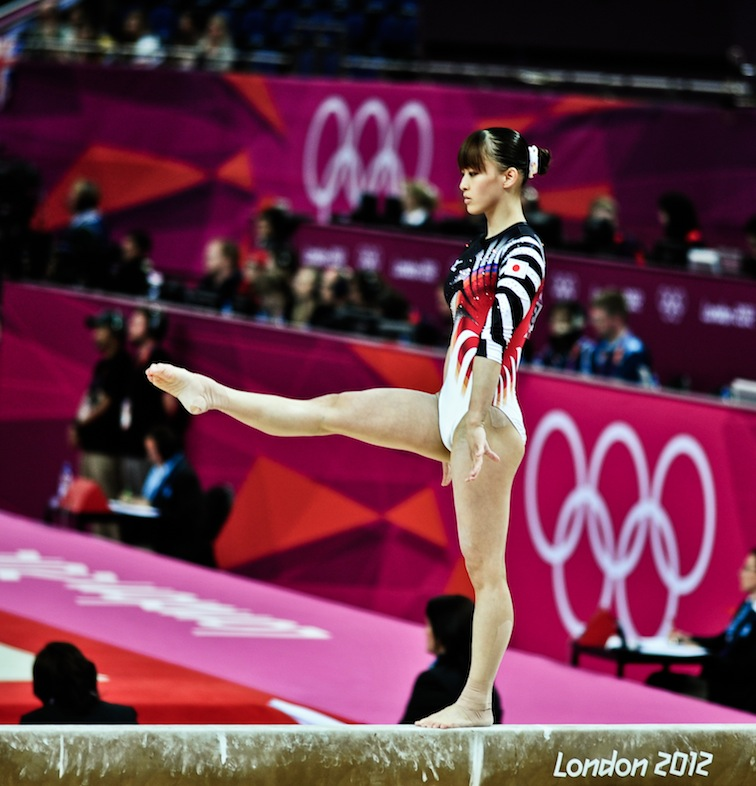
2012年ロンドン五輪体操競技の日本代表ユニフォーム

さらに、大韓体育会も朴の懲罰を回避するため、コシノヒロコがデザインした体操競技の日本代表ユニフォーム に描かれている放射線の模様は日本の旭日旗を表し、日本の旭日旗はナチスのハーケンクロイツと同義であるため政治的表現に該当すると主張したが、ジャック・ロゲ国際オリンピック委員会委員長は「そのユニフォームに関して論争があるという話は今この席で初めて聞いた」と韓国の主張を退けた。大韓体育会はアジア諸国との共闘を試みたが、中国は「体育界ではなく国家対国家の問題で解決すること」と同調せず、東南アジア諸国からは関心を得ることもできなかった。韓国はこの結果に対して、韓国ではFIFAの規定「応援時の政治的主張または侮辱的内容が含まれれば懲戒を受けることがある」を適用させて旭日旗の掲揚を禁じることはできないと判断し、旭日旗に問題があるという韓国の主張が国際的な共感が得らるような運動を起こすことを目標として掲げるようになった。大韓体育会の主張が退けられると、韓国のチェ・ミンヒ民主統合党議員は朴容晟会長に対して「日本の体操選手のユニホームは（帝国主義を象徴する）旭日昇天旗であり、大東亜旗だ。大韓体育会はIOCに抗議すべきだ」と主張し、朴会長も同意した。
2014 FIFAワールドカップの日本代表ユニフォームに対しても同様の主張が行われた。「11人の選手が力強く飛び出すイメージ」として左側の胸を中心に11本の線が広がっていくデザインが「戦犯旗を形象化したユニフォーム」として非難され、韓国セヌリ党キム・ウルドン議員が「日本が全世界の祭りであるワールドカップで旭日旗を使うことによって軍国主義復活を正当化する意図」として、旭日旗を意匠化したデザインを行っていると主張し、国際サッカー連盟(FIFA)に対しても「戦犯国家の日本がFIFA規定を破り、政治的な意図でワールドカップを利用することについて相応の制裁措置を取り、現在FIFA公式インターネットショッピングモールで販売中のこのユニフォーム販売を直ちに中断しなければならない」と要求している。

### 2012年FIFA U-20女子ワールドカップ
2012年FIFA U-20女子ワールドカップの準々決勝で日本と韓国の試合では、韓国の朝鮮日報が「軍国主義の亡霊『旭日旗』」の見出しで「日本の軍国主義の象徴、旭日昇天旗が観客席のあちこちで、恨みを晴らすかのように恐ろしげにはためいていた。彼らにとって日韓戦は、サッカーではなく『戦争』だった」と扇動的に報道された。大韓サッカー協会は「旭日昇天旗の応援に政治的意味があるのか判断してから対応策を決定する」と困惑を示した が、旭日旗を問題視する新しい国民意識が韓国社会では急速に広まり、「戦犯旗」の呼称が韓国社会に定着していった。

### 2013年サッカー東アジアカップ
2013年7月28日、サッカー東アジアカップの日韓戦で、韓国側応援団が観客席に政治的メッセージ（「歴史を忘れた民族に未来はない」とハングルで書かれた横断幕や伊藤博文を暗殺した安重根や文禄・慶長の役における韓国の英雄李舜臣の巨大な肖像画など）を掲げたことに関して、菅義偉官房長官が記者会見で「国際サッカー連盟は応援時に政治的主張を行うことを禁じており、横断幕が掲げられたことは極めて遺憾だ」と遺憾の意を表明した。これに対して、韓国側応援団は「競技場では戦犯旗が振られ、私たちより扇情的な横断幕があった」と旭日旗を用いた応援がより問題があったとと反駁し、韓国与党のセヌリ党のミン・ヒョンジュ報道官が「軍国主義時代、日本が起こした戦争で軍旗として使用され残忍な侵略を象徴した旗が旭日旗。正当化できない戦犯の旗を日本政府が公式化することは歴史に対して無礼」と非難を行った。
なお、この試合に関しては日本人が個人で旭日旗を掲揚したことが確認されている。旭日旗を持ち込んだ男性は、フリーライターの清義明に誘われて在日特権を許さない市民の会の「嫌韓・反韓デモ」への反対活動に参加したこともあり、嫌韓感情は持っていないと述べ、サッカーを愛する気持ちだけで起こした行動であると主張している。　

## 排除機運の高まり

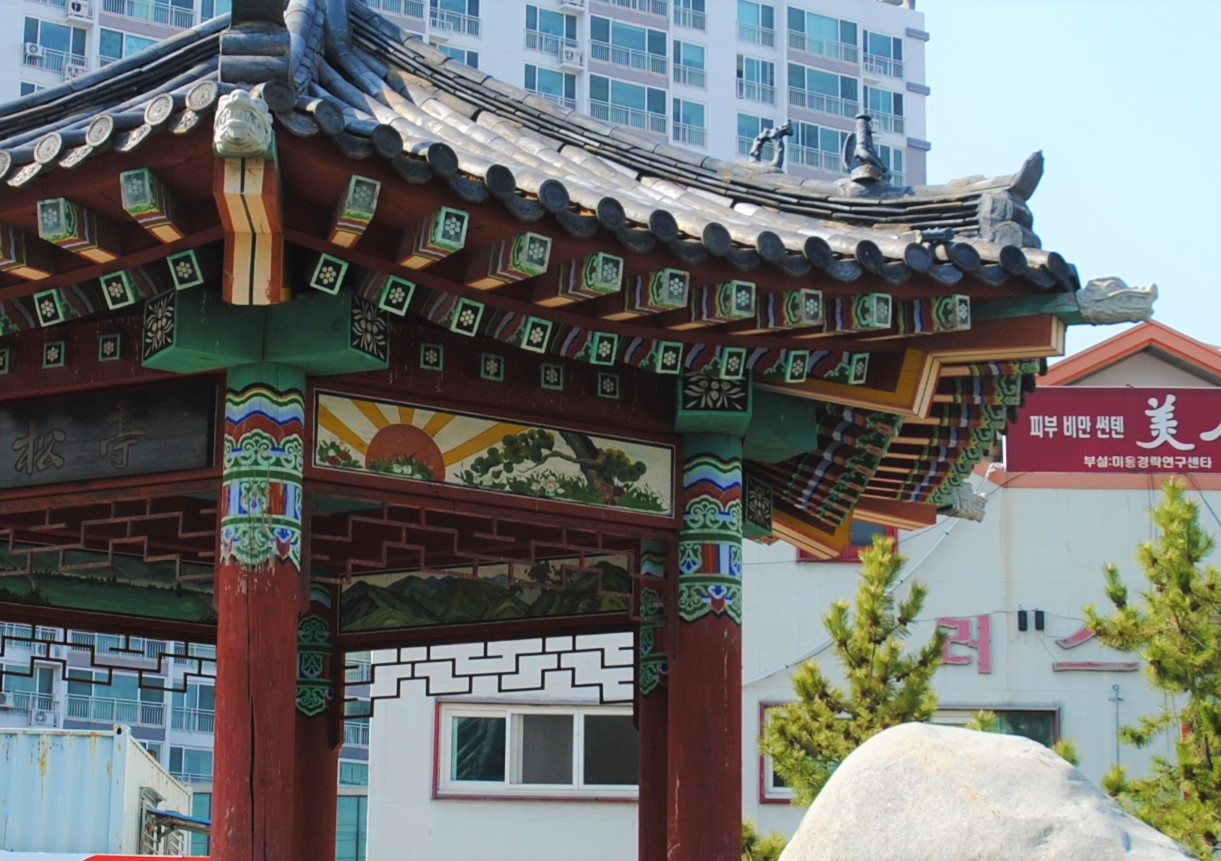
韓国・昌原市の公園に建つ亭子に描かれていた旭日模様。旭日旗追放運動が広がるなか、現在は消し去られている

旭日旗を追放しようという韓国の機運はサッカー以外のスポーツでも広まっていき、2013年3月、UFCウェルター級チャンピオンのジョルジュ・サンピエールは韓国の格闘家ジョン・チャンソンから試合で着用していた道着に対して「あなたが旭日旗がデザインされた道着を着ていたことにショックを受けたことを私は伝えなければいけない。あの旗はアジア人にとっては戦争犯罪の象徴でドイツのハーケンクロイツのようなものです」と抗議を受け、コスチュームの製造会社がチャンソンに対して謝罪と販売中止を約束することになった。世界野球ソフトボール連盟（WBSC）主催により2019年に開催された野球の国際大会プレミア12では、韓国野球委員会が旭日旗を掲揚した応援があったとしてWBSCに抗議を行ったが、WBSCは「現在紛争状況でなく、IOCでも禁止していない事項で制限することはできない」と却下された。
エンターテインメント業界でも、2013年4月にイギリスのロックバンドMuseが旭日旗を連想させられる画像（太陽のデザイン画像）をミュージックビデオに使用したと韓国人から抗議が殺到し、謝罪と該当箇所の削除を行うこととなり、同年5月には、T-ARAがミュージックビデオに使われているポスター（ミラーボールから放射線が広がっている）が旭日旗に見えるとして非難を受け、7月には、韓国の男性アイドルグループVIXXが、公開された動画の中で富士山と放射線状の日光がデザインされた帽子を被っていたことを批判され、謝罪に追い込まれる など、旭日旗を批判することで道徳的優位を得る成功体験を積み重ねていった。2016年には韓国の国民的アイドルグループ「少女時代」のティファニーがInstagramに投稿した写真のスタンプが旭日旗をアレンジしたデザインだと激しい批判を受け、直筆の手紙で謝罪を行っても「韓国国民の感情に及ぼす影響」を理由にレギュラー番組を降板させられるほど、韓国世論の糾弾は厳しくなっていった。2018年になると、韓国系米国俳優のスティーヴン・ユァンが知人がInstagramに投稿した旭日期を着た少年の写真に対して「いいね」を押したことが非難の対象となり、スティーヴン・ユァン事件と称され、韓国大統領府の国民請願掲示板に戦犯旗使用禁止が提案されるほどの大きな騒動となった。
韓国の映画界では、2017年に公開された韓国映画の『軍艦島』は、予告編で旭日旗を棄損する演出を用いて国民の関心を集めることに成功し、韓国の芸術界でも「旭日旗は戦犯旗であり大量虐殺の象徴の旗」という認識は浸透していき、2020年には「旭日旗がナチスの旗のような戦犯旗であり、大量虐殺を象徴する旗だという事実を伝えるために」展覧会が開催され、核廃棄物危険表示、旭日旗、骸骨などで2020年東京オリンピックを表現した『2020東京旭日旗』などの作品が創造された。

### 可及適用
韓国では、日帝強占下反民族行為真相糾明に関する特別法や真実究明と和解のための基本法など、現在の正義を過去に遡って実現させる可及適用の文化が根付いており、過去に制作された旭日旗を連想させるデザインの追放も推進されている。
- 2002年に制作された全羅南道霊光郡のシンボルマークが2020年に旭日旗に類似していると批判され廃止される[63]。

## 既成事実化の成功
2017年AFCチャンピオンズリーグの水原三星ブルーウィングス・川崎フロンターレ戦で、水原が川崎に敗北すると、水原サポーター30人ほどが川崎サポーターエリアに侵入して暴力行為を行った。水原側サポーターは暴行の理由を試合前に旭日旗を掲出されたと主張し、アジアサッカー連盟は倫理規定における、第58条の「差別行為の規定（Anyone who offends the dignity of a person or group of persons through contemptuous, discriminatory or denigratory words or actions concerning race, skin colour, gender, language, religion, political opinion, wealth, birth, sexual orientation, or ethnic, national, or social origin has committed an offence.）」および第65条の「観客の行動責任（Improper conduct undertaken by spectators is an offence）」の2つに該当するとして、川崎フロンターレに1年間の執行猶予付きでAFC主催大会のホームゲーム1試合の無観客試合と罰金1万5000ドルを命じた。（なお、暴行を起こした水原サポーターは、川崎側が騒動の収拾に忙殺されたため、起訴されることはなかった。）
この結果を受けて、大韓サッカー協会の鄭夢奎（チョン・モンギュ）会長は「AFCが正しい決定を下し、国際サッカー連盟もこれに対して異議がないと考えている」と「戦犯旗は容認できない」という韓国の主張は世界的な認識であると宣言した。川崎フロンターレはアジアサッカー連盟の「独立した調査の結果、旭日旗を韓国で韓国のチームに掲げたのは差別にあたる」という説明に対して「『独立した調査』というのはいつ、誰が、どのようにまとめたものなのか言及がない。根拠が示されない中で判断を下すのはおかしい」と上訴を行ったが、棄却された。
これ以降、韓国では旭日旗を用いた応援は日韓だけではなく国際的な不適切行為であると認知され、2018年のサッカーワールドカップでは、海外のメディアが日本の応援団を試合終了後にゴミ掃除を行っているなど好意的に報じられたが、韓国では戦犯旗を掲げた応援行為を糾弾していないと不満を募らせ、国際社会に対する旭日旗追放運動の機運は高まっていった。

## 旭日旗旗追放運動

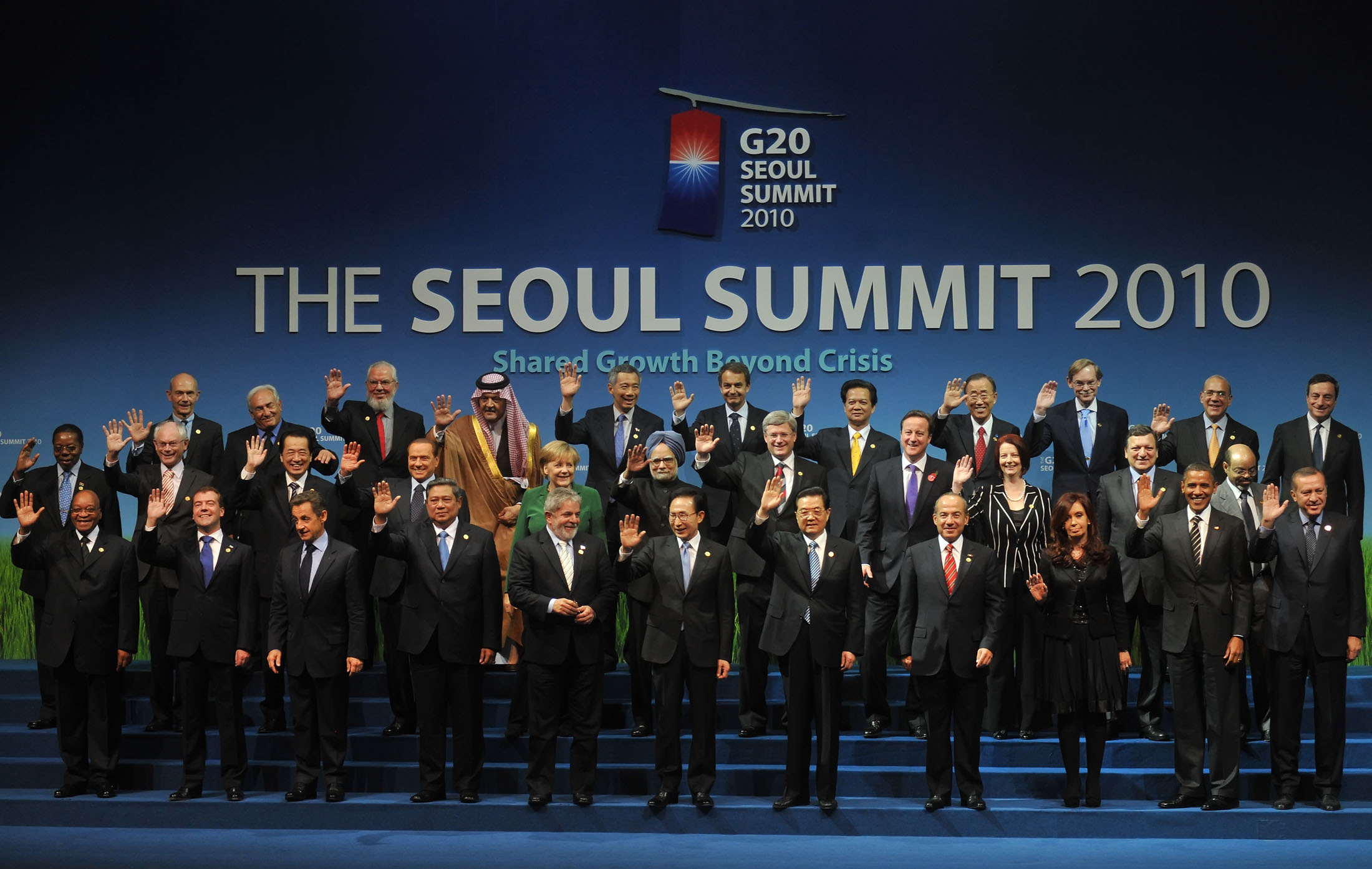
2010年に韓国ソウルで開催されたG20サミット。旭日(朝日)を模したシンボルマークの下で笑顔の李明博大統領（中央）

### 韓国国内での戦犯旗追放運動

#### 戦犯旗禁止法案
2012年以降、韓国の国会では旭日旗の掲揚を規制する法案が何度も提出され、時代を追うごとに適用範囲が広げられている。
- 2012年8月29日、安敏錫民主統合党議員ら与野党国会議員68人によって「日本の旭日旗使用・競技場内搬入禁止対応要求決議案」が韓国国会で発議された[74]。
- 2013年9月、韓国与党セヌリ党の孫仁春（ソン・インチュン）議員らによって、旭日旗を公共の場で使用した場合、1年以下の懲役または300万ウォン以下の罰金を科す刑法改正案が提出された[75]。日本政府の菅義偉官房長官は「旭日旗が軍国主義の象徴という指摘は当たらない。大きな誤解がある」と述べ、韓国政府に適切に対応するように求めた[76]
- 2018年10月、韓国与党共に民主党のイ・ソクヒョン議員らよって、「領海および接続水域法の改正案には旭日旗などを掲揚した船舶の領海航行を禁じる内容を盛り込み、航空安全法の改正案は旭日旗を貼り付けた航空機に運航停止命令を出せるとした。」と適用範囲を広めた旭日旗使用禁止法案が提出された[77][78]。
- 2020年8月、旭日旗を使用したり展示した場合、これを処罰する刑法改正案が「共に民主党」の金弘傑議員（金大中元大統領の息子）を代表発議として提出された[79]。

#### ソ・ギョンドクによる「全世界日本戦犯旗退治キャンペーン」

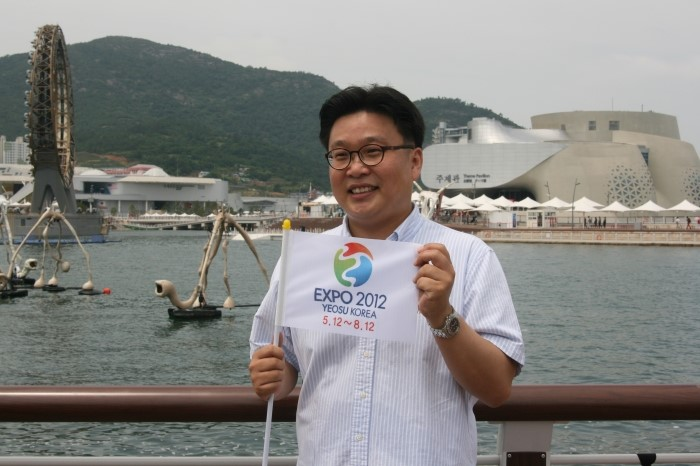
徐 坰徳（ソ・ギョンドク）

2014年、誠信女子大学校の徐坰徳（ソ・ギョンドク）教授が「全世界日本戦犯旗退治キャンペーン」を韓国マスコミに発表する。徐は学位論文も専攻も日本専門ではなく、博士号の学位も保有していないが、以後、竹島問題や慰安婦問題の扇動活動は韓国マスコミに広く取り上げられるようになる。
2018年、韓国の中央日報が開催した「戦犯旗根絶特別企画」では、徐は「日本は自分たちが間違った点について正確に歴史教育をしていないため、旭日旗の掲揚を自粛することは困難であり、世界的に旭日旗イコール戦犯旗で使ってはいけないものという認識を植え付けて世論を形成し、日本政府を圧迫する」という戦略を明かしている。また、日本人に対しても、朝日新聞を通じて「日本の人々は旭日旗を単にデザインとしてみるかもしれない。でも、韓国だけでなく、アジア全体でよくない歴史を想起させる。JOCが事前に教育することが重要ではないか」と話している。

### 米国で展開される戦犯旗（War Criminal Symbolism）追放運動
2012年8月、アメリカ合衆国ニュージャージー州に慰安婦キリム碑の建設を成功させた活動家によって「日本の戦犯旗を追放するための市民の集い（The Citizens Against War Criminal Symbolism・CAWCS）」が発足し、旭日旗を世界から抹消するために無期限で運動を行うことを発表した。この団体をはじめとした韓国系アメリカ人は、日本が米国人の知識不足に付け込んで毒キノコのように旭日旗を連想させる放射線を用いた表現物を広めていると批判し、旭日旗はアジア人に対する憎悪表現であることを啓蒙し、それらの表現物の焚書と表現者に対する自己検閲が推進されている。

#### ニューヨーク
- 2013年2月、レストランウィークとブロードウェイウィーク広報物などに放射状に光線を放つデザインが採用されたことについてニューヨーク韓人父兄協会が主催者であるニューヨーク市に抗議。5月にニューヨーク市が「韓国系社会と色々な方たちを傷つけたことに対してお詫びする」と謝罪し、「このデザインは二度と使わない。新しい広報デザインを製作する」と約束した[87]。
- 2013年2月、米国ニューヨーク近代美術館で開催された「TOKYO 1955－1970：新しい前衛」展で、横尾忠則の展示作品の多くに旭日旗のイメージが使われていたことに抗議、使用禁止を求めた[88][89]。
- 2013年5月、ブルックリンのウォールアート群ブッシュウィック・コレクティブでは、背景が旭日旗に見える壁画に対して、「旭日昇天旗はドイツ・ナチスのシンボルと同じだ。この旗の下で幼い少女や大勢の若い女性が拉致されて、性奴隷になることを強要された。人間を生体実験の対象にし、強制労働や多くの戦争犯罪が行われた」と主張し、壁画の撤去と代替の壁画に韓国人芸術家を起用させることに成功している[90][91][92]。
- 2015年1月、マンハッタンにあるクリスティーズに対して、ロイ・リキテンスタインの油絵作品「日の出」（1964年）をショーウィンドウに展示していることに対して「ニューヨーク韓国系保護者協会」が「赤い太陽を中心に7本の黄色い線が放射状に広がっており、その様子は戦犯旗を連想させる」として撤去を求める書簡を送った[93]。

#### ロサンゼルス
ロバート・Ｆ・ケネディ公立学校の体育館外壁に描かれたエヴァ・ガードナーの肖像画について、周辺に放射する光彩を表現しされていることを理由に消去することを求める韓国系アメリカ人と焚書や検閲に反対する米国人芸術家が対立を続けている。
- 2018年12月14日、在米韓国人団体「Wilshire Community Coailtion」の抗議によりロサンゼルス市が壁画の消去を決定[94]。
- 2018年12月16日、芸術家のシェパード・フェアリーが「スタントン氏の壁画を撤去するというのであれば、私の壁画も撤去してもらいたい。自分の作品を誇りに思っている、しかし芸術を守り、一人の同僚を守るためには自分の絵を一緒に撤去してもらうことしかない。」と抗議[95]。
- 2018年12月17日、マックス・ケネディ（ロバート・ケネディの９男）弁護士が「シェパード・フェアリーとビュー・スタントンが公共美術の検閲に反対することを支持する」と表明し、「象徴の表現は傷を刺激することもあり得るし、ある象徴は表現してはならない。だが、光線はこの国で希望を表す」と主張した[96]。
- 同日、ロサンゼルスの統一学区は「多くの反響があり、追加の議論が必要だ」として消去計画を当分保留すると明らかにした。在米韓国人団体「Wilshire Community Coailtion」は「韓国系社会は、ロサンゼルス市、ロサンゼルス統一学区、画家や少数界の痛みと歴史を直視し、対話で壁画の除去合意を導いた。報道機関と一部の画家が芸術の自由だけを強調して少数界コミュニティは冷遇する対決構図のフレームは誤っている」と声明を発表し、この決定に抗議を行った[96]。
- 2019年5月、韓国系米国人芸術家団体「Gyopo」が統合教育区に壁画の消去を要請。「白人男性が彼らの権威でアジア人の声を押しつぶすように感じられる」と批判した[97]。

### 国際的に展開される戦犯旗追放運動
- 2018年5月15日、映画「ボヘミアン・ラプソディ」のティザー映像でロジャー・テイラー役のベン・ハーディーが旭日旗柄に漢字で「有名」と書かれたTシャツを着ていることに対して、ソ・ギョンドクの呼びかけに応じた韓国人が抗議し、20世紀FOX側がワイン色のTシャツにCGが施された映像に差し替えを行った。また、ブライアン・メイ役のグウィリム・リーが2018年11月に東京を訪れた際にSNSに掲載した写真が、背景に旭日旗のように見えるポスターが映り込んでいたことも韓国で問題視され、グウィリム・リーは写真の削除を行った[98]。
- 2019年2月、韓国ユニクロが、子供が玩具の飛行機を持った広告写真で、旭日旗を連想させる紅白の放射線状デザインが翼に書かれていたとしてインターネット不買運動の対象となった[99]。
- 2019年4月13日、フランスのサッカーチームオリンピック・マルセイユは、所属する酒井宏樹の誕生日を祝う画像を掲載。その中に放射線状の効果線が入っていたことから抗議が殺到し、画像が削除された[100]。
- 2019年7月6日、フランス女優のマリオン・コティヤールが旭日旗に類似した帽子を着用していたと韓国のネットユーザーから抗議され、「私たちは『旭日旗』の意味を知らなかった。欧州にはこのような模様が入った服が多い。教えてくれてありがとう」「帽子はごみ箱に捨てるだろう」とメッセージを出した[101]。
- 2019年8月、ユニクロはアニメ「銀魂」のTシャツを韓国で販売するが「銀魂」に旭日旗が登場することから非難を受けて、販売を停止した[102]
- 2019年9月8日、オランダのサッカーチームPSVアイントホーフェンは、日本代表MF堂安律獲得のニュースに旭日旗模様（赤色の放射線）を使用したことに対する抗議を受けて、韓国語の謝罪文をホームページに掲載した[103]。
- 2019年12月3日、米国プロレス団体WWEは、日本人選手・戸澤陽の入場場面で大型スクリーンに旭日旗が映されたことに対する韓国IBスポーツ社からの抗議を受けて、戸澤陽の入場場面では大型スクリーンの背景を炎が燃える画面に差し替えた[104]。
- 2019年12月19日、イギリスのサッカーチームリヴァプールFCは、日本代表MF南野拓実獲得のニュースに旭日旗模様（赤色の放射線）を使用したことに対する抗議を受けて、韓国のIPアドレスで接続する利用者に向けた謝罪文をフェイスブックに掲載した[105]。
- 2020年1月2日、ロンドン・カレッジ・オブ・ファッションは、旭日旗を身に付けたファッションモデルの写真を掲載したことを韓国の政治団体VANKから抗議され、「当校の日本の旭日旗の写真に傷ついた韓国の人々に心からの謝罪を伝える」と謝罪し、写真を削除した[106][107]。
- 2020年2月11日、ドイツのブラウンシュヴァイク州立劇場は、オペラ「蝶々夫人」のポスター・デザインに旭日旗の模様が使用されていると韓国出身のメンバーからの抗議を受けて撤回した[108]。
- 2020年3月1日、イギリスの歌手アン・マリーがテレビ番組で共演していた司会者が旭日旗をデザインした鉢巻きを巻いていたことに対して韓国のネットユーザーから抗議され、「昨晩英国のテレビ番組に出演した私の姿を見て傷ついたすべての皆さんに心から謝罪する」とツイッターで謝罪を行った上で、テレビ局側に当該シーンを削除するよう求めていると釈明した[109]。
- 2020年9月5日、フィリピン系アメリカ人の人気インフルエンサーであるベラ・ポーチがTikTokに配信したダンス動画で、彼女の左腕に心臓の絵と赤の放射線状の背景がデザインされたタトゥーが映ったため、韓国からの抗議が殺到した。ベラ・ポーチは歴史的経緯を知らなかったとして謝罪をしてタトゥーの除去を約束したが、韓国からは「小さい国」「貧しい国」「学ぶことができない背低い人々」などの投稿が続けられたため、9日に「私を攻撃するのは構わないが、フィリピンの人たちを攻撃し馬鹿にするのは我慢できない」と韓国人と対峙することをツイッターで宣言し、フィリピン人も「＃CancelKorea (キャンセル韓国)」ハッシュタグ運動を起こして、これを支持した[110][111]。

## 日韓の外交問題へ

### 自衛艦旗を巡る事件

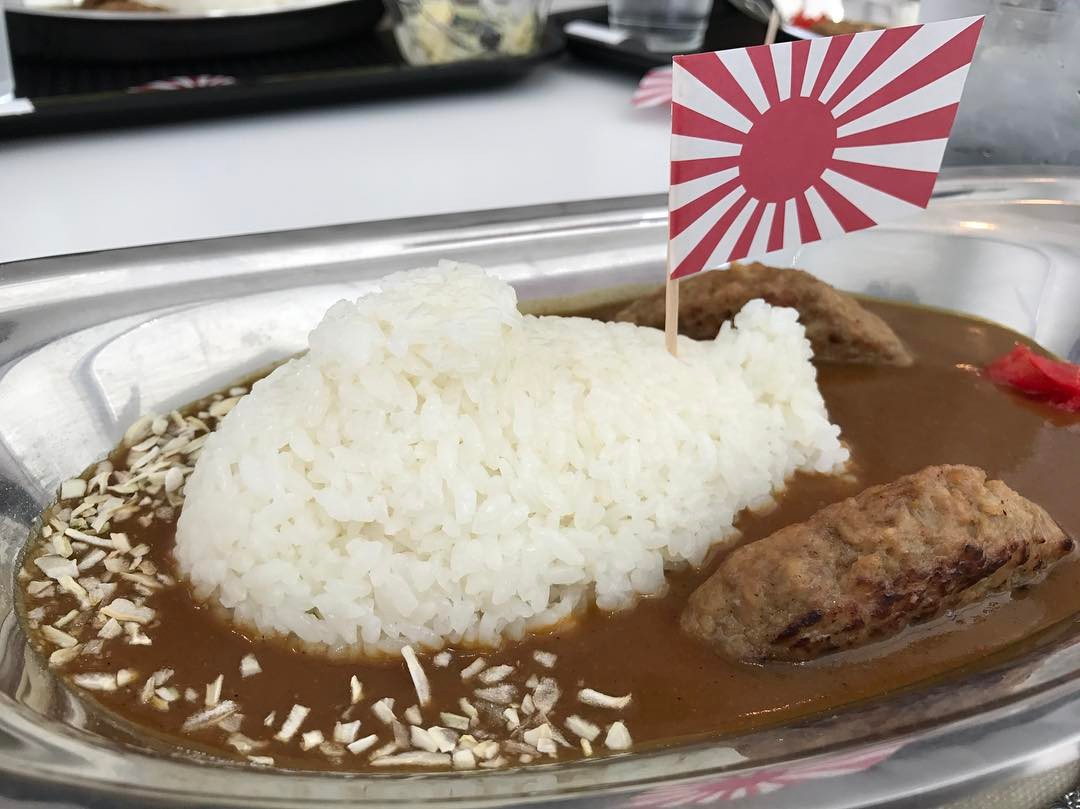
自衛艦旗が刺された海上自衛隊のカレー

海上自衛隊は海洋法に関する国際連合条約の第二十九条 に基づき、外部標識である旭日旗を掲げて活動しており、1996年以来、韓国に合わせて10回ほど入港したときも旭日旗を掲げていたが、2016年の第7回西太平洋潜水艦救難訓練から、旭日旗を掲げて韓国に入港することが「先祖の血の付いた服を着た殺人犯を自宅に招き入れるようなもの」と非難の対象となった。
2018年11月10日から14日に開催された済州国際観艦式で、韓国は招待した海上自衛隊に対して自衛艦旗（旭日旗）の掲揚を自粛を要請したが、拒否した。これに対して、韓国側与党の共に民主党の朴鍫美（パク・ギョンミ）院内報道官は「非常識をもちろん、一抹の良心さえも見られない日本の傍若無人にあきれる」「戦犯国として世界の平和を一瞬にして壊し、数えきれないほど殺傷行為を犯した日本が旭日旗を誇っているのは、日本が永遠に二等国家にとどまるしかない理由でないかと思う」と非難し、「もう一度戦争犯罪を起こそうとする潜在的加害国の悪いクセを見せるのか、全世界が注目することになるだろう」と日本に圧力を加えた。水曜デモに参加する従軍慰安婦も「安倍にはっきりと伝えろ。（旭日旗）持って入ってくることはできないと。（金福童）」など非難を行った。
10月5日、日本では岩屋毅防衛相による緊急記者会見が開かれ「（海上自衛隊の）自衛艦旗の掲揚は（1950年代から）半世紀以上にわたって行っており、国際的な慣行として確立している」と強い遺憾の意を表明し、観艦式への不参加を決定した。

## 日本への伝播
明治時代から大正時代にかけて、旭日旗は占領地で皇軍（天皇の軍隊）の威勢を示すために天皇旗などと共に掲げられる慣習があったが、日中戦争の前後から、国境を越えて人種差別のない平和な世界を実現させるという大東亜共栄圏構想が推進されると、日章旗（日の丸）が占領地では住民を教化する象徴として掲げられるようになった。そのため、戦後の日本では「アジアに対する侵略の象徴でもあった日の丸（民主党の新聞広告（1999年7月21日））」 とする主張や日独伊三国同盟を根拠にナチスドイツ時代のドイツ国旗（ハーケンクロイツ）と日章旗を同一視する見解もあった。このような背景から日本教職員組合を中心に公共の場で日章旗を掲揚することに反対する運動が展開されていたが（日本における国旗国歌問題）、ストライキなどの抗議活動により世論の支持を失っていき、広島県での同和解放同盟による教育介入で広島県立世羅高等学校校長が卒業式前日に自殺に追い込まれる事件により「国旗及び国歌に関する法律」が制定されると、衰退の一途を辿ることになった。21世紀になると、国旗掲揚への罪悪感を持たない若い世代を「ぷちナショナリスト（香山リカ）」と社会的スティグマを与えようとしたが旧世代の若者論として顧みられることはなかった。
旭日旗は大漁旗や出産、節句の祝い旗、あるいは海上自衛隊の艦船の旗、日本国内で広く使用されており、全国高等学校野球選手権大会では主催者の朝日新聞社の社旗である八条旭日旗が掲げられているが公論となったことはない。しかしながら、活動家たちの高年齢化や裁判の相次ぐ敗北により国旗掲揚反対闘争運動の破綻が免れない状況を迎える と、日章旗の「アジア侵略の象徴」「ハーケンクロイツとの同一視」を旭日旗に換骨奪胎し、旭日旗を掲げる人たちへの社会的スティグマを「ぷちナショナリスト」から「ネトウヨ（ネット右翼）」へと先鋭化させて、韓国の旭日旗追放運動に追従するようになった。

### 2015年フジロックフェスティバル
2015年のフジロックフェスティバルで、旭日旗を模したデザインの椎名林檎のオフィシャルグッズを掲げて応援するファンの様子を、ジャーナリストの津田大介がtwitterで「椎名林檎見に来たら前列の方に日の丸と旭日旗掲げて振ってるファンがいて驚いてるんだけど」などの発信をし、「椎名林檎はネトウヨのアイドル」などの非難が拡散した炎上事件が起きた。

### 2018年サッカーワールドカップ

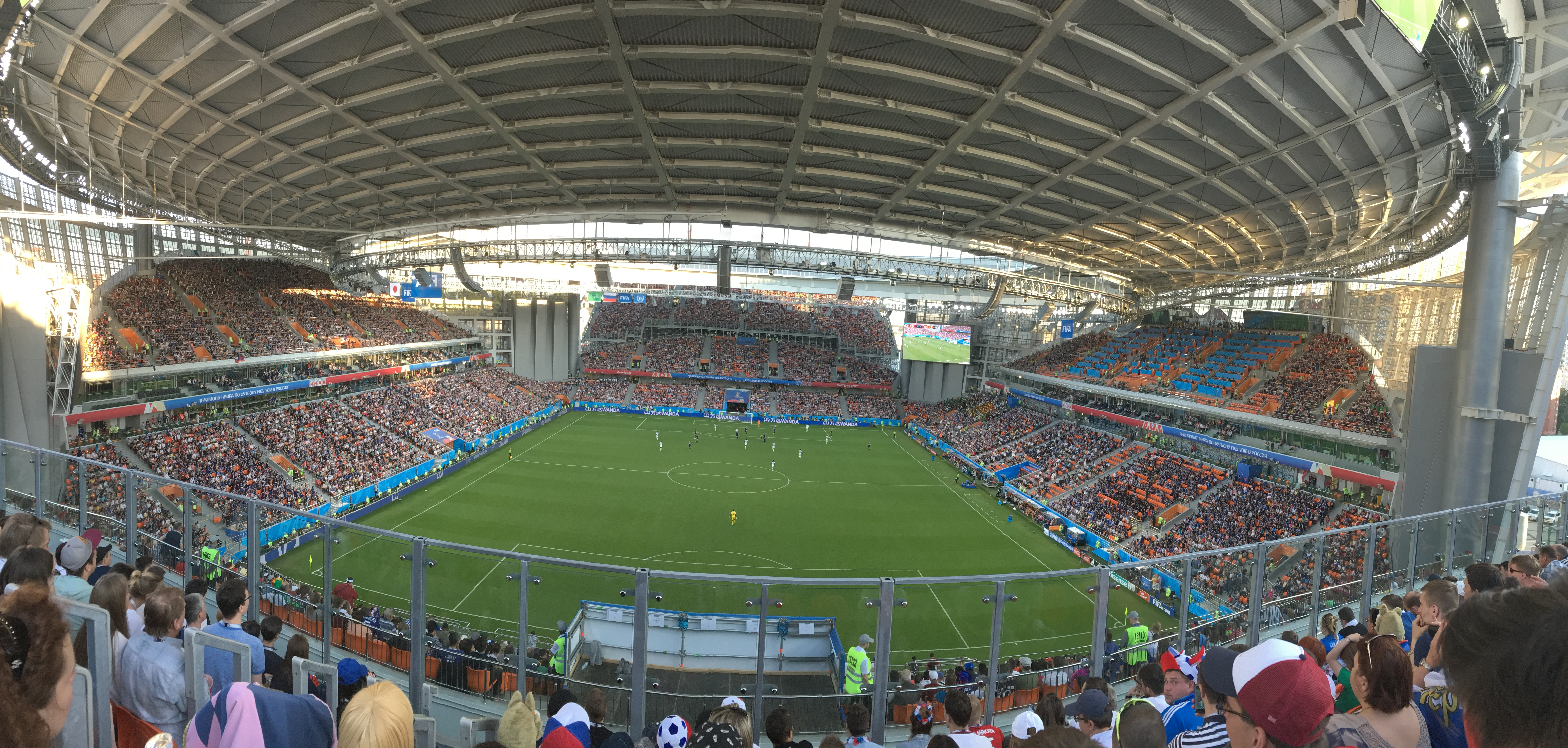
旭日旗の掲揚がされたという2018年ワールドカップ日本-セネガル試合会場の様子

2018年のワールドカップ・ロシア大会の日本とセネガルの試合で、戦犯旗追放運動を主催する活動家のソ・ギョンドクが、日本の応援団が旭日旗を掲げて応援を行ったとしてFIFAに対して日本への懲戒処分を要求した がFIFA側の反応はなかった。しかし、日本では清義明がFARE（Football Against Racism in Europe）の2018年ガイドブックで旭日旗が「The Asian Football Confederation（アジアサッカー連盟）」の「Country-specifc discriminatory practices（国別差別的慣行）」で「第二次世界大戦の影響を受けた中国、北朝鮮、韓国、そのほかの国に対して「considered discriminatory」と評価されている」という記述 から、大東亜共栄圏のシンボルは日章旗ではなく旭日旗であると読み解き、大東亜共栄圏は日本人の東南アジアに対する選民思想であると論を転じて、FEREが「considered discriminatory」の評価したと結論付け、セネガル戦で旭日旗を掲げた行為は不適切であるとして「私たちはどうしたらいいか、答えは難しくないだろう」と訴えた。なお、2018年05月のUEFAヨーロッパリーグ 2017-18決勝戦でも優勝したアトレチコ・マドリードの応援団が旭日旗を掲げている。スペインで赤白のデザイン性から旭日旗が好まれており、政治的な意味は見出されていない。

### 2019年ラグビーワールドカップ
2019年に日本で開催されたラグビーワールドカップについて、韓国の中央日報は「日本は大会開幕前から旭日旗宣伝に熱を上げて論議をかもした」「自分たちは旭日旗が散見されるラグビーワールドカップを開催した日本が参加外国選手団に入れ墨禁止というあきれる注文をしてひんしゅくを買った」と報じ、アイルランドの通信社が配信したラグビーＷ杯の応援映像で旭日旗が使用されていることや英国のパブは店頭の案内看板で旭日旗を使っていたことも韓国では問題視され、ソ・ギョンドクは、パッケージチケットのデザインに旭日旗模様が使用されたほか、開幕式から旭日旗模様の鉢巻きをした観客が試合会場を訪れ、東京の町のあちこちにラグビーワールドカップを知らせる旭日旗模様の広報物が乱舞していたと批判し、「西洋人は日本の旭日旗がドイツのハーケンクロイツのような“戦犯旗”であることをよく知らないため使用したと推定される。しかし、このような応援自体を制裁しない主催国の日本がさらに大きな問題だ」と批判し、旭日旗追放運動の世界的な展開を宣言する と、フリーライターの石戸諭がニューズウィーク日本版に「ラグビー場に旭日旗はいらない」を寄稿して「ラグビーワールドカップで旭日旗の持ち込みが禁止されていないのは、持ち込んでもよいという意味ではなく、これまで問題にならなかったからだ。」「持ち込みに気が付いた観客がもっと指摘してもいいだろう。もっとも無知ゆえ、あるいは単なるデザインとして旭日旗を愛好する外国人観光客の存在が、旭日旗を持ち込んで間違ったメッセージを送ることを正当化する理由にはならないのは言うまでもない。」と主張した。

### 東京オリンピック（2020）

#### 韓国政府による旭日旗掲揚禁止の要求
2019年5月28日、韓国の大韓体育会は東京オリンピック組織委員会に対して「帝国主義の旧日本軍が使った戦犯旗である『旭日旗』が来年東京五輪で広範にわたって使われることを事前に防止するために旭日旗の競技場への持ち込みを禁じるよう日本側に要求した」と述べ、公式書簡を送ったことが報じられた。
2019年5月24日、日本の外務省は日本語と英語で書かれた旭日旗に関する解説をホームページに掲載し「半世紀以上にわたり自衛艦または部隊の所在を示すものとして不可欠な役割を果たし、国際社会でも広く受け入れられている」と説明した が、5月27日、韓国外交部は「旭日旗が周辺国家に過去の軍国主義と帝国主義の象徴と認識されている点は日本側もよく知っていると考える。日本政府が謙虚な態度で歴史を直視する必要がある」と言及した。
2019年9月6日、大韓障害者体育会は国際パラリンピック委員会（ＩＰＣ）に対して「代表団は組織委の福島産食材使用措置と組織委ホームページ内の独島表記問題、旭日旗の競技場への持ち込み容認、旭日旗をかたどったパラリンピックメダル採択」などの問題提議を行った が、9月12日、国際パラリンピックのアンドルー・パーソンズ会長は、東京パラリンピックのメダルデザインについて「伝統的な日本文化の要素を扇に反映したデザインであり、全く問題ない。大会組織委員会に見直しを指示するつもりはない」「これはあくまで政治問題。スポーツと政治を混同するつもりはない。断固としてその方針を貫く。大会とは無関係だ」と韓国からの要請を退けた。
2019年9月30日、韓国国会は本会議を開いて2020年東京五輪・パラリンピックでの競技場への旭日旗の持ち込み禁止を求める決議案を賛成196人、棄権3人、反対0人で可決し、決議は「韓国政府が国際社会に旭日旗が持つ帝国主義的意味を積極的に広め、国際競技大会だけでなく全ての公式国際行事で旭日旗が使用されないように積極的な外交的努力を傾けることを求める」と強調し、安敏錫国会文化体育観光委員長は北朝鮮に共同対処を間接的に提案することを明らかにした。

#### 日本国内における旭日旗掲揚への反対意見
2019年9月13日、日経ビジネスは旭日旗問題に関して、コラムニスト小田嶋隆による以下の定義を掲載した。
また、その主張の根拠として、以下の理由を挙げている。
この掲載が行われた目的は『愛国業者の皆さん（旭日旗容認派）のクソリプに付き合ってさしあげているのは、彼らの偏狭かつ異様な見解に、ほんの少しでも影響を受けてしまう人々の心に、真っ当な反論を届けておくことも、ある種の文化的雪かきとして必要な作業なんではなかろうかと考えたからだ。』と説明しており、『最後通告として受け止めてほしい。』と訴えている。

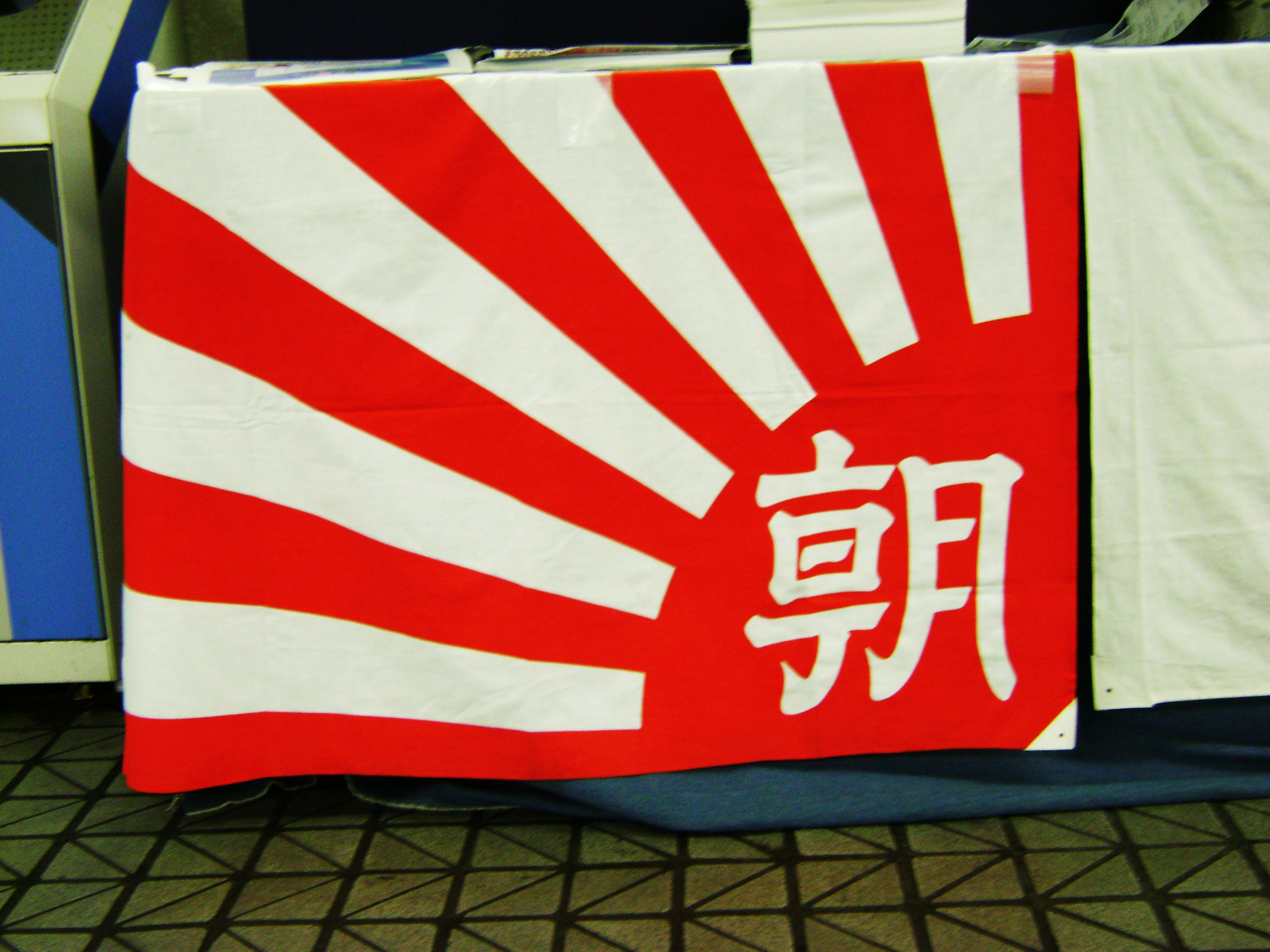
朝日新聞の社旗（八条旭日旗）

同年9月には、エッセイストの小島慶子が「旭日旗は日本がアジア諸国に侵攻した際に用いていた軍の旗。国際試合の場で旭日旗を振るという行為は、日本による植民地支配の歴史を賛美する意味に取られかねません。古くからあるめでたい柄の旗で自国の応援をして何が悪い、外国にとやかく言われたくないという理屈は通用しない。」と批判し、作家の中島京子も韓国文学者との対談で「オリンピックで旭日旗を揚げようと言ったりする日本の状況は異常です。」と述べている。2020年1月3日、政治学者の中野晃一はBBC ニュースの取材に対して、「（今の日本では）大日本帝国のもとで行われたとんでもない人権侵害を美化し、修正する以外の目的で旭日旗を使う人はいない」と述べた。
2019年9月25日、東京新聞は「五輪と旭日旗　持ち込み許容の再考を」と題する社説を掲載。日本政府が「旭日旗は「大漁旗」(豊漁を祈願する旗)などとして民間で広く使われているため政治的宣伝にはならない」と主張している点について、「大漁旗、社旗などに使われているのは、太陽の光を象徴する一部のデザインにすぎず、民間に普及しているという日本政府の主張には、無理がある」「過去、旧日本軍の軍旗などとして使われていたのは歴史の事実だ。さらに日本国内では、今も軍国主義やナショナリズムのシンボルとしてしばしば登場している」と主張した。
2020年1月11日、朝日新聞も社説で「日本政府は「（旭日旗が）政治的主張だとか軍国主義の象徴だという指摘は全く当たらない」と反発している。そう簡単に言い切れるものだろうか。」「旗がまとう背景や、使う人の意図によって旗は色々な意味を映す。受け止める人次第で見え方が正反対になることもある。」と述べた。なお、朝日新聞の社旗は陸上自衛隊旗と同じ光線が8条の八条旭日旗であるが、日韓から批判されることはない。この理由について、崔碩栄は「朝日新聞は日韓が対立する歴史、外交問題について、韓国に多くの配慮と友情を見せてくれた代表的な親しいメディアであり、韓国では『日本の良心的メディア』と高く評価されているため」と解説しており、この朝日新聞の社説も東京新聞の社説と共に韓国のハンギョレ新聞に「日本のマスコミも東京五輪の旭日旗持ち込み許容方針批判」として紹介されている。
日本の政界からも日本共産党の小池晃党副委員長が「旭日旗については、旧日本軍の象徴であり、持ち込むことは許されないです。」と反対の立場を示し、立憲民主党も初鹿明博が「アメリカでもイギリスでもロシアでも、自分のチームを応援するために軍旗を振っていたら違和感があるでしょう」と発言する など、韓国による教化は日本に広がりを見せていった。

## 韓国以外のアジアでの反応

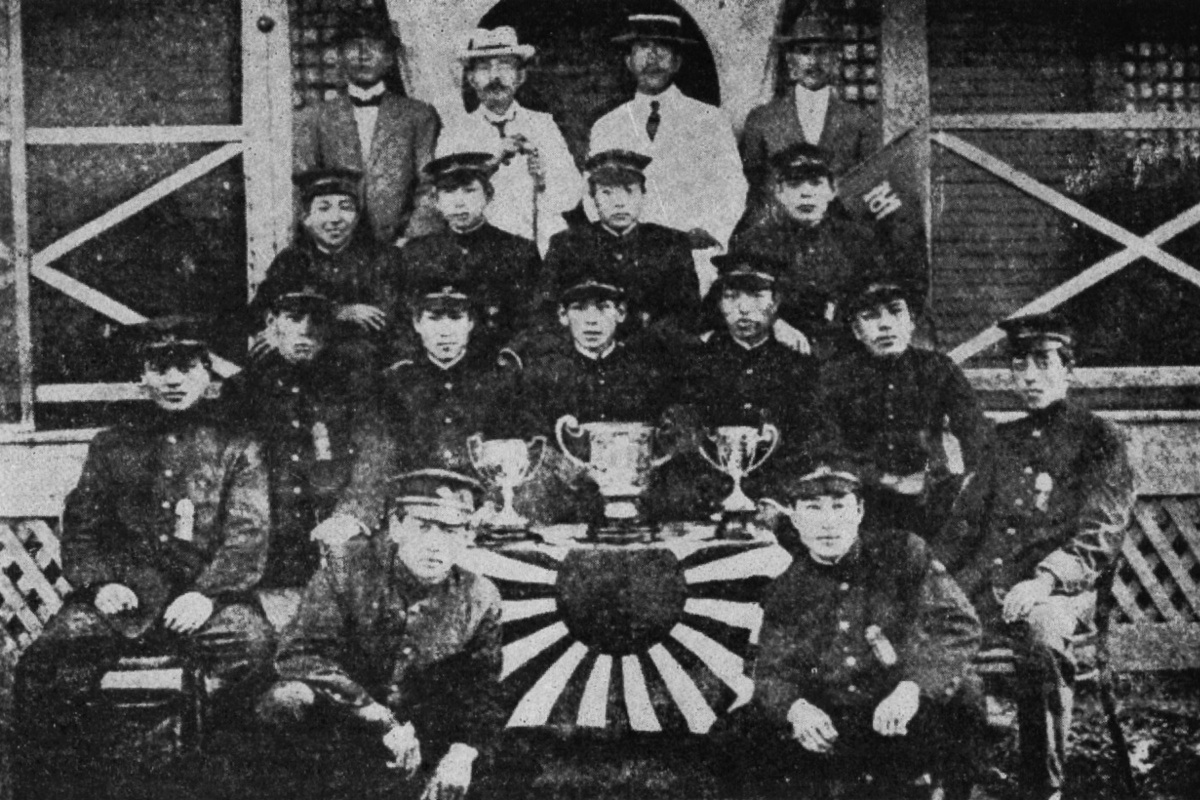
1913年にマニラで開催された第1回極東オリンピックに日本代表として出場した明治大学野球部

2019年11月1日、コネチカット大学のアレクシス・ダデン教授はイギリスのガーディアン紙に「Japan’s rising sun flag has a history of horror. It must be banned at the Tokyo Olympics」と題するコラムを寄稿し、「旭日旗は韓国だけではなく、中国、シンガポール、フィリピン、ミャンマーなど百万人もの人々を苦しめている」と主張した が、大正大学のアール・キンモンス名誉教授は、旭日旗を掲げる日本の海上自衛隊を中国、フィリピン、ミャンマーが歓迎している実情に沿っていないと指摘し、旭日旗の掲揚に禁止を求める行為は日本国憲法第21条「集会、結社及び言論、出版その他一切の表現の自由は、これを保障する。」に違反する行為とダデンを批判した。

### 北朝鮮の反応
2018年済州国際観艦式では韓国に同調し、日本の自衛隊が旭日旗を掲揚して入稿することに対して「旭日旗は戦犯旗であり、20世紀の日本の帝国主義者が、わが国とアジア諸国に対する野蛮な侵略行為を行った際に使用された。旭日旗を掲揚して参加するという計画は、わが民族にとって耐えられない侮辱であり、愚弄だ」非難した。
2020年10月9日、北朝鮮の外務省は、ミン・ギョンム日本研究所研究員の寄稿文を掲載して「戦犯旗である旭日旗は侵略歴史を歪曲する」「歴史を否定し真実を歪曲することは日本特有の体質であり、慢性的に固まった悪習だ」と批判を行った。

### 中国の反応

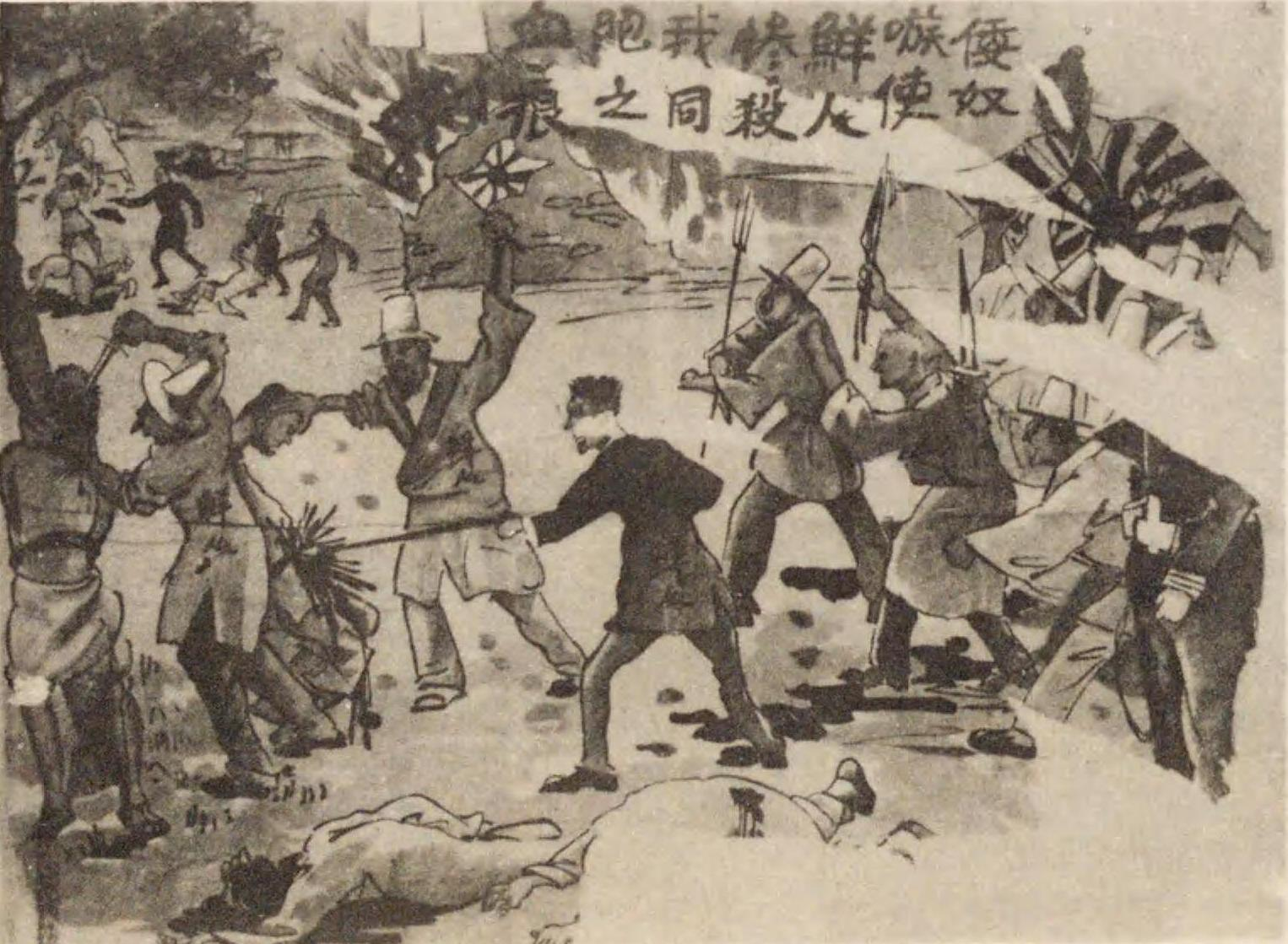
"倭奴嗾使鮮人惨殺我同胞之血痕"（1930年頃の上海の反日ポスター）に登場する旭日旗

日本を中国は大日本帝国と中華民国の間で日中戦争を行っていた経緯から、日本の国旗である日章旗や準国旗である旭日旗に対する反発は強く、2001年には「旭日旗」を思わせるデザインの服装でファッション雑誌に登場した女優のヴィッキー・チャオが批判された事件もあった。
2008年の福田康夫内閣は日中関係の改善に取り組み、6月には海上自衛隊の護衛艦「さざなみ」が旭日旗を掲げて広東省の軍港に初めて入港を果たし、中国外務省も歓迎の意向を示した。その一方で、同年に開催された北京オリンピックでは北京の日本大使館が日本人が安全に観戦をするために旭日旗を掲げた応援は避けるように呼び掛けるなど配慮も行われた。以後、中国政府は旭日旗の掲揚を外交問題にすることはなく、韓国から共闘を呼びかけられても協調を拒んでいる。2019年に山東省青島沖で行われた中国海軍の国際観艦式では、海上自衛隊の護衛艦「すずつき」が自衛艦旗（旭日旗）を掲げて参加したが、中国からは好意的に迎え入れられ、共闘を目論んでいた韓国に衝撃を与えた。
ジョン･ホプキンズ大学南京校のデビッド・アラセ（David Arase）教授は「中国メディアはいずれも国の統制下にある。そして、中国政府は目下のところ、日本との関係改善に努めている。」とし、「だから、中国政府は旭日旗について騒ぎたてないし、それゆえに国民も旭日旗について激高するよう促されたりしない」と述べている。

### 台湾の反応
台湾の高雄の近郊にある紅毛港保安堂は1944年11月に米国の潜水艦の雷撃を受けて沈没した第38号哨戒艇の乗組員145名を慰霊するために戦後付近の住民が建てたもので、本尊は軍艦と「旭日旗」であり、地元の漁民や船乗りから海路安全、豊漁祈願のお廟として信仰を集めている。